# Immeuble Petit-Fers
L'immeuble des anciens établissements Petit-Fers ou immeuble Petit-Fers est un ancien immeuble à vocation industrielle construit à proximité de la préfecture du Morbihan dans la commune française de Vannes.

## Histoire
Cet immeuble a été construit entre 1894 et 1906 par la famille Petit, des négociants en métaux. Cette ancienne quincaillerie de vente en gros fut pendant longtemps appelée « établissements Petit-Fers ». Le bâtiment servi d'entrepôts jusque dans les années 1970. Il fut ensuite en partie réaménagé en galerie commerciale (connue sous le nom « Les Arcades ») avant d'être transformée en pizzeria-cafétéria en 1999. Inoccupée depuis le début des années 2000, une grande partie de l'immeuble est rachetée par un assureur vannetais qui projette d'y installer une galerie commerciale de cinq enseignes.
Les façades et les toitures et la structure métallique font l’objet d’une inscription au titre des monuments historiques depuis le 30 mai 2000. L'immeuble Petit-Fers est intégré au secteur sauvegardé de Vannes.

## Architecture
L'immeuble Petit-Fers se développe sur deux niveaux : un vaste volume réservé pour le magasin et des appartements situés sous les combles. Il présente une ossature métallique et un plan en T. Le riche décor de la façade mêle du granit, du calcaire, du tuffeau, de la brique ainsi que des colonnes en fonte et de la céramique émaillée.